# Боровский, Станислав Николаевич
Станисла́в Никола́евич Боро́вский (укр. Станіслав Миколайович Боровський; род. 8 июля 1970, Светловодск, Кировоградская область) — советский и украинский футболист, игравший на позиции левого защитника.

## Биография
Родился в Кировоградской области. Футболом начал заниматься в светловодской ДЮСШ (первый тренер — Виктор Третьяк), продолжил в днепропетровской ОШИСП (тренер — Виктор Ястребов). В 17-летнем возрасте дебютировал в основном составе главной команды родной области — кировоградской «Звезды». В следующем году был призван на службу в вооруженные силы, которую проходил в Белоруссии, выступая за могилёвский «Днепр» и бобруйский «Шинник». После демобилизации вернулся в Кировоградскую область и перешёл в александрийскую «Полиграфтехнику». В 1991 году выступал за команду в соревнованиях коллективов физкультуры, а в следующем дебютировал в чемпионатах независимой Украины. В сезоне 1993/94 в составе александрийцев стал бронзовым призёром Первой лиги.
В феврале 1995 года снова стал игроком «Звезды». В дебютном после возвращения сезоне провёл 20 матчей и в составе команды стал победителем Первой лиги чемпионата Украины. В следующем сезоне дебютировал в Высшей лиге Украины, 25 июля 1995 года выйдя в стартовом составе в домашнем матче против киевского «ЦСКА-Борисфена». В высшем дивизионе за кировоградцев провёл один сезон, а в 1996 году принял предложение Виктора Пожечевского и перешёл в полтавскую «Ворсклу». В сезоне 1996/97. в составе команды завоевал бронзовые награды чемпионата Украины. Летом 1997 года стал игроком винницкой «Нивы», выступавшей в Первой лиге. Проведя в команде полтора сезона, в 1999 году вернулся в «Полиграфтехнику». Последнюю игру на профессиональном уровне провёл в 2000 году.
Окончил Харьковский институт физкультуры. По завершении выступлений играл за ветеранские футбольные и футзальные команды из Кировоградской области. Позже возглавлял лесопильное предприятие в родном Светловодске.

## Стиль игры
В юношеском возрасте выступал как форвард и полузащитник, позже переквалифицировался в левого защитника, также мог сыграть на позиции левого вингера.

## Достижения
- Бронзовый призёр Первой лиги чемпионата Украины: 1993/1994
- Победитель Первой лиги чемпионата Украины: 1994/1995
- Бронзовый призёр Высшей лиги чемпионата Украины: 1996/1997

## Семья
Сын — Богдан Боровский — также профессиональный футболист, выступавший в низших украинский лигах, а также за молодёжные команды клубов УПЛ